# Tratado de Versalles (1768)
Se firmó el 15 de mayo de 1768 en Versalles entre la República de Génova y el Reino de Francia.

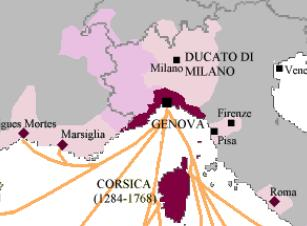
Unificación de Génova y Córcega, hasta el Tratado de Versalles

Córcega había sido gobernada por Génova desde 1284. En el siglo XVIII, los corsos comenzaron a buscar su independencia. Un aventurero alemán, Theodore von Neuhof, se convirtió brevemente en rey de Córcega en 1736, apoyado por la República Holandesa y Gran Bretaña, que ya poseía Menorca y Gibraltar en el Mar Mediterráneo. En 1755 se fundó una República de Córcega de pleno derecho bajo Pasquale Paoli, y en 1764 Génova pidió a Francia que enviara tropas a la isla.
La República ofrece Córcega como garantía para las deudas contraídas (que ascendían a unos dos millones de liras genovesas) para Luis XV, que había enviado a sus propias tropas a la isla para apoyar a Génova contra los corsos que se habían rebelado. 
Génova, que estaba en bancarrota, no será capaz nunca de saldar dicha deuda y, por otra parte, Francia asume casi inmediatamente la iniciativa militar, ocupando toda la isla, que pasa a ser considerada desde ese momento, y hasta la Revolución francesa, "patrimonio personal" del rey de Francia.